# ت ع م−02:00
ت ع م−02:00 (بالإنجليزية: UTC−02:00)‏، هو معرف لمنطقة زمنية تقع بعد التوقيت العالمي المنسق (ت ع م) بساعتين −02، ويستخدم لقياس الوقت.

## التوقيت الرسمي

### طوال السنة
أوروبا
- المملكة المتحدة − يستخدم التوقيت فقط في جورجيا الجنوبية وجزر ساندويتش الجنوبية

أمريكا الجنوبية
- البرازيل − يستخدم التوقيت فقط في:

- فرناندو دي نورونيا (أرخبيل)
- ترينداد ومارتم فاز (أرخبيل)

### صيفًا فقط
أوروبا
- فرنسا − يستخدم التوقيت فقط في سان بيير وميكلون

جزر الأطلسي
- غرينلاند − معظم مناطق الدولة (باستثناء كاناك غربًا، و إيتوكورتيرمايت، ودنماركسهافن شرقًا)

أمريكا الجنوبية
- أوروغواي
- البرازيل − وتشمل:

- القطاع الفدرالي البرازيلي
- إسبيريتو سانتو
- غوياس
- ميناس جرايس
- بارانا
- ريو دي جانيرو
- ريو غراندي دو سول
- سانتا كاتارينا
- ساو باولو